# Los chicos del maíz (relato corto)
Los chicos del maíz es un cuento de Stephen King, publicado por primera vez en el número de la revista Penthouse de marzo de 1977, y luego recopilado en la colección de cuentos El umbral de la noche de 1978. La historia involucra la exploración de una pareja en una ciudad extraña y sus encuentros con sus habitantes después de que sus vacaciones son dejadas de lado por un accidente automovilístico. Varias películas han sido adaptadas del cuento y generaron una franquicia de terror a partir de 1984.

## Argumento
En un intento por salvar su matrimonio fallido, Burt y Vicky, una pareja que siempre se están peleando, conducen a California, donde Burt ha obtenido un nuevo trabajo. Mientras conducen por las zonas rurales de Nebraska, atropellan accidentalmente a un niño que corría hacia la carretera. Tras examinar el cuerpo, Burt descubre que la garganta del niño había sido cortada y se había desangrado hasta morir antes de ser golpeado. Después de abrir la maleta del niño, encontraron un crucifijo de aspecto extraño hecho de cáscaras de maíz retorcidas. Sabiendo que tendrán que reportar el incidente a las autoridades, colocan el cuerpo en el baúl de su auto. Después de discutir sobre dónde llevar el cuerpo, Burt decide ir a Gatlin, una comunidad pequeña y aislada que está justo al final del camino. Vicky quiere llevar el cuerpo a Grand Island (que está a 110 km de distancia), pero Burt argumenta que no sería una buena idea llevar el cuerpo tan lejos.
Cuando finalmente llegan a Gatlin, parece ser una ciudad fantasma. A medida que exploran la ciudad y visitan una estación de servicio y un comedor vacío, la pareja se da cuenta de que muchas cosas de la ciudad están desactualizadas, como los precios y los calendarios de la gasolina, que no se han actualizado desde el año 1964, doce años antes. Vicky comienza a tener un mal presentimiento sobre la ciudad y quiere irse, pero Burt insiste en que continúen hasta que encuentren la estación de policía. Cuando finalmente llegan al centro de la ciudad, tampoco encuentran a nadie allí.
Burt entonces ve una iglesia con una fecha reciente en el cartel al frente. En marcado contraste con el resto de Gatlin, que ha sido descuidado durante años, la iglesia es tratada con respeto. Después de decirle a Vicky que va a echar un vistazo adentro, se meten en otra fuerte discusión acalorada. Después de que Vicky amenaza con marcharse y dejarlo varado en Gatlin, Burt agarra su bolso y saca las llaves del auto. Vicky, al borde de la histeria, le ruega a Burt que abandone el pueblo de Gatlin y busque otro lugar para llamar a la policía, pero él la ignora y se aleja.
En el interior, Burt descubre que alguien rompió las letras de las paredes y creó un extraño mosaico de Jesús de Nazaret detrás del altar, además de arrancar las llaves y paradas del órgano de tubos y rellenar sus tubos con cáscaras de maíz. En el altar, Burt encuentra una Biblia del rey Jacobo (con varias páginas del Nuevo Testamento recortadas) y un libro de contabilidad donde se han registrado varios nombres, junto con las fechas de nacimiento y muerte. Mientras lee el libro de contabilidad, se da cuenta de que hace doce años todos los nombres fueron cambiados de modernos a bíblicos, y que todos los que figuran como fallecidos murieron en su 19º cumpleaños. Burt se da cuenta de que, hace doce años, los niños de Gatlin mataron a los adultos de la ciudad y que los miembros de su comunidad son sacrificados en su cumpleaños número 19.
Después de escuchar a Vicky hacer sonar el claxon del auto, Burt sale corriendo de la iglesia para descubrir que una pandilla de niños vestidos con ropa de estilo Amish y armados con herramientas agrícolas habían rodeado el auto. Vicky intenta defenderse, pero los niños la sacan del auto y cortan los agujeros en todos los neumáticos. Burt intenta intervenir, pero uno de los niños (un chico adolescente con el pelo rojo) le lanza una navaja Pensy, apuñalando a Burt en el brazo. El adolescente luego intenta agarrar los ojos de Burt, pero él saca el cuchillo de su brazo y apuñala al adolescente en la garganta, matándolo, causando que los niños retrocedan en shock. Burt entonces se da cuenta de que Vicky se ha ido. Cuando él les pregunta dónde está ella, uno de los niños levanta un cuchillo y hace un movimiento cortante.
Burt entonces es perseguido en un callejón. Logrando superarlos, Burt se mete en el campo de maíz y se esconde mientras sus atacantes lo buscan. Se da cuenta de varias cosas extrañas: no hay animales ni malezas en ningún lugar del campo de maíz, y que cada tallo de maíz está libre de manchas. Cuando el sol cae hasta el anochecer, Burt se pierde y vaga hasta que se tropieza en un círculo de tierra vacía en medio del campo de maíz y ahí descubre el cadáver de Vicky. La ataron a una cruz con alambre de púas, con los ojos rasgados y la boca llena de hojas de maíz. El anterior ministro de Gatlin y el jefe de policía, que ahora son esqueletos, también han sido crucificados. Cuando Burt comienza a huir, se da cuenta de que cada fila en el campo de maíz se ha cerrado, impidiéndole escapar y pronto se da cuenta de que algo viene por él. Antes de que pueda hacer nada, es asesinado por un monstruo gigante de ojos rojos que sale del campo de maíz. La luna de la cosecha aparece iluminándose en el cielo.
Al día siguiente, los niños de Gatlin (todos miembros de un culto que adora a "El que camina detrás de las filas", una deidad iracunda que habita en los campos de maíz que rodean la ciudad) se encuentran donde Burt y Vicky fueron asesinados. Isaac, su líder de nueve años, les dice que "El que camina detrás de las filas" está disgustado por no haber matado a Burt, un acto que la deidad se vio obligada a cometer por su cuenta, como lo hizo con el exministro y el jefe de la policía. Como castigo por el fracaso, "El que camina detrás de las filas" ordena que se reduzca el límite de edad a los 18 años.
A medida que cae la noche, Malachi (el asesino del niño con el que corrieron Burt y Vicky) y todos los demás niños de dieciocho años entran en el campo de maíz para sacrificarse ante "El que camina detrás de las filas". La novia embarazada de Malachi, Ruth, se despide de él y comienza a llorar. Se revela que ella tiene un odio secreto por "El que camina detrás de las filas" y sueña con prender fuego al campo de maíz, pero tiene miedo de hacerlo porque "El que camina detrás de las filas" puede ver todo, incluyendo los motivos dentro de los corazones humanos. El cuento termina con la simple afirmación de que el maíz que rodea a Gatlin está contento.

## Conexiones a otros libros
- Temas similares se encuentran en el libro Ritual de David Pinner (1967) y en la novela Harvest Home de Tom Tryon de 1973.
- El pueblo de Gatlin fue mencionado en It.
- Hemingford Home, una ciudad vecina de Gatlin, fue también la ciudad donde vivió y se reunió la Madre Abigail con los sobrevivientes de la súper gripe en La danza de la muerte, y también fue la ubicación de El último peldaño de la escalera y 1922.

## Cine, televisión y adaptaciones teatrales
El cuento se adaptó por primera vez en un cortometraje de 1983, Disciples of the Crow.
Un año más tarde, la historia se adaptó a una película de mayor presupuesto que adoptó el nombre original, Children of the Corn, protagonizada por Peter Horton y Linda Hamilton. Más tarde, varias secuelas y un remake siguieron.
En septiembre de 2009, el canal Syfy estrenó una versión para televisión que se basa en el cuento de King.

### Ciclo de cine
- Children of the Corn
- Children of the Corn II: The Final Sacrifice
- Children of the Corn III: Urban Harvest
- Children of the Corn IV: The Gathering
- Children of the Corn V: Fields of Terror
- Children of the Corn 666: Isaac's Return
- Children of the Corn: Revelation
- Children of the Corn: Genesis
- Children of the Corn: Runaway

### Película para televisión
- Children of the Corn (película de 2009)